# Tara Mooreová
Tara Mooreová, nepřechýleně Moore (* 6. srpna 1992 Hongkong), je britská profesionální tenistka. Ve své dosavadní kariéře nevyhrála na okruhu WTA Tour žádný turnaj. V rámci okruhu ITF získala do května 2018 sedm titulů ve dvouhře a osm ve čtyřhře.
Na žebříčku WTA byla ve dvouhře nejvýše klasifikována v květnu 2017 na 145. místě a ve čtyřhře pak v květnu 2016 na 151. místě.
V britském fedcupovém týmu debutovala v roce 2014 základním blokem 1. skupiny zóny Evropy a Afriky proti Maďarsku, v němž s Johannou Kontaovou prohrála čtyřhru proti páru Tímea Babosová a Réka Luca Janiová. Maďarky zvítězily 2:1 na zápasy. Do dubna 2018 v soutěži nastoupila ke dvěma mezistátním utkáním s bilancí 1:0 ve dvouhře a 0:1 ve čtyřhře.
V juniorském věku trénovala ve floridské Tenisové akademii Nicka Bollettieriho. V září 2006 ji Nick Bollettieri společně s Michelle Larcher de Britovou označil za jednu z nejlepších hráček v jeho škole. Na profesionálním okruhu debutovala v srpnu 2006 zápasem turnaje ITF v ekvádorském Guayaquilu, kde jako kvalifikantka vypadla v úvodním kole hlavní soutěže.
První titul si připsala v červenci 2008, když ve finále travnatého turnaje ITF v britském Frintonu zdolala německou hráčku Monu Barthelovou. Premiérové utkání v hlavní soutěži grandslamu odehrála ve Wimbledonu 2013 proti Estonce Kaie Kanepiové, jíž podlehla ve třech setech.
Za preferovaný povrch uvedla travnatý dvorec, ačkoli v dosavadní kariéře získala nejvíce triumfů na tvrdém povrchu.

## Finále na okruhu WTA Tour
| Legenda                           |
| --------------------------------- |
| D – dvouhra; Č – čtyřhra          |
| Grand Slam (0)                    |
| Turnaj mistryň (0)                |
| Premier Mandatory & Premier 5 (0) |
| Premier (0)                       |
| International (0–1 Č)             |

### Čtyřhra: 1 (0–1)
| Stav       | č. | datum          | turnaj                   | povrch | spoluhráčka     | soupeřky ve finále                        | výsledek      |
| ---------- | -- | -------------- | ------------------------ | ------ | --------------- | ----------------------------------------- | ------------- |
| Finalistka | 1. | 20. února 2016 | Rio de Janeiro, Brazílie | antuka | Conny Perrinová | Verónica Cepede Roygová María Irigoyenová | 1:6, 6:7(1:7) |

## Finále na okruhu ITF
| Dotace turnajů okruhu ITF | Dotace turnajů okruhu ITF |
| ------------------------- | ------------------------- |
| 100 000 $ tournaments     | 80 000 $ tournaments      |
| 75 000 $ tournaments      | 60 000 $ tournaments      |
| 50 000 $ tournaments      | 25 000 $ tournaments      |
| 15 000 $ tournaments      | 10 000 $ tournaments      |

### Dvouhra: 16 (9:7)
| Stav       | č. | datum              | turnaj                           | povrch    | soupeřka ve finále     | výsledek              |
| ---------- | -- | ------------------ | -------------------------------- | --------- | ---------------------- | --------------------- |
| Vítězka    | 1. | 19. července 2008  | Frinton, Spojené království      | tráva     | Mona Barthelová        | 7:5, 6:1              |
| Finalistka | 1. | 9. května 2010     | Edinburgh, Spojené království    | antuka    | Tímea Babosová         | 2:6, 2:6              |
| Vítězka    | 2. | 1. srpna 2010      | Chiswick, Spojené království     | tvrdý     | Amy Bowtellová         | 6:3, 6:4              |
| Finalistka | 2. | 6. listopadu 2011  | Sunderland, Spojené království   | tvrdý (h) | Alison Van Uytvancková | 4:6, 1:6              |
| Vítězka    | 3. | 11. listopadu 2011 | Loughborough, Spojené království | tvrdý (h) | Myrtille Georgesová    | 7:6, (7:5) , 5:7, 6:4 |
| Finalistka | 3. | 18. srpna 2012     | Kazaň, Rusko                     | tvrdý     | Kateryna Kozlovová     | 3:6, 3:6              |
| Vítězka    | 4. | 20. ledna 2013     | Glasgow, Spojené království      | tvrdý (h) | Myrtille Georgesová    | 6:4, 6:1              |
| Vítězka    | 5. | 27. ledna 2013     | Preston, Spojené království      | tvrdý (h) | Amy Bowtellová         | 7:6, (7:2) , 6:1      |
| Vítězka    | 6. | 25. února 2013     | Surprise, Spojené státy          | tvrdý     | Louisa Chiricová       | 6:3, 6:1              |
| Finalistka | 4. | 15. července 2013  | Woking, Spojené království       | tvrdý     | Pemra Özgenová         | 6:3, 5:7, 6:7(8:10)   |
| Vítězka    | 7. | 19. ledna 2014     | Glasgow, Spojené království      | tvrdý     | Myrtille Georgesová    | 6:3, 6:1              |
| Vítězka    | 8. | 10. ledna 2016     | Antalya, Turecko                 | antuka    | Anne Schäferová        | 2:6, 7:5, 6:0         |
| Finalistka | 5. | 4. června 2016     | Eastbourne, Spojené království   | tráva     | Alison Riskeová        | 6:4, 6:7(5:7), 3:6    |
| Finalistka | 6. | 6. srpna 2016      | Fort Worth, Spojené státy        | tvrdý     | Caitlin Whoriskeyová   | 0:6, 4:6              |
| Finalistka | 7. | 7. ledna 2017      | Hongkong                         | tvrdý     | Lee Ya-hsuan           | 6:2, 6:7(4:7), 3:6    |
| Vítězka    | 9. | 8. dubna 2018      | Šarm aš-Šajch, Egypt             | tvrdý     | Eleni Kordolaimiová    | 6:0, 6:1              |

### Čtyřhra: 26 (9:17)
| Stav       | datum              | turnaj        | povrch      | spoluhráčka             | soupeřky ve finále                            | výsledek              |
| ---------- | ------------------ | ------------- | ----------- | ----------------------- | --------------------------------------------- | --------------------- |
| Finalistka | 5. listopadu 2008  | Sunderland    | tvrdý (h)   | Katharina Brownová      | Danielle Harmsenová Kim Kilsdonková           | 7:6(7:4), 4:6, [4:10] |
| Finalistka | 13. listopadu 2008 | Jersey        | tvrdý (h)   | Elizabeth Thomasová     | Danielle Harmsenová Kim Kilsdonková           | 6:7(4:7), 4:6         |
| Finalistka | 5. května 2010     | Edinburgh     | antuka      | Tímea Babosová          | Amanda Elliottová Jocelyn Raeová              | 6:7(5:7), 4:6         |
| Vítězka    | 21. července 2010  | Wrexham       | tvrdý       | Francesca Stephensonová | Emma Laineová Sania Mirzaová                  | 2:6, 6:3, [13:11]     |
| Finalistka | 3. listopadu 2010  | Sunderland    | tvrdý (h)   | Francesca Stephensonová | Amanda Elliottová Anna Fitzpatricková         | 2:6, 3:6              |
| Finalistka | 15. března 2011    | Bath          | tvrdý (h)   | Emma Laineová           | Giulia Gatto-Monticoneová Anastasia Grymalská | 4:6, 6:2, [6:10]      |
| Finalistka | 20. srpna 2011     | Istanbul      | tvrdý (h)   | Lisa Whybournová        | Christina Shakovetsová Ashvarya Shrivastava   | 6:3, 6:1              |
| Vítězka    | 12. listopadu 2011 | Loughborough  | tvrdý (h)   | Francesca Stephensonová | Malou Ejdesgaardová Amanda Elliottová         | 3:6, 6:2, [10:3]      |
| Finalistka | 3. dubna 2012      | Antalya       | tvrdý       | Lucy Brownová           | Lu Jia-Jing Lu Jia Xiang                      | 1:6, 0:6              |
| Vítězka    | 16. ledna 2013     | Glasgow       | tvrdý (h)   | Melanie Southová        | Anna Smithová Francesca Stephensonová         | 7:6(7:5), 6:3         |
| Finalistka | 23. ledna 2013     | Preston       | tvrdý (h)   | Melanie Southová        | Samantha Murrayová Jade Windleyová            | 3:6, 6:3, [5:10]      |
| Vítězka    | 5. února 2013      | Rancho Mirage | tvrdý (h)   | Melanie Southová        | Jan Abazová Louisa Chiricová                  | 4:6, 6:2, [12:10]     |
| Finalistka | 22. dubna 2013     | Phuket        | tvrdý (h)   | Melanie Southová        | Niča Lertpitaksinčajová Peangtarn Plipuečová  | 6:3, 5:7, [11:9]      |
| Vítězka    | 15. července 2013  | Woking        | tvrdý       | Marta Sirotkinová       | Kanae Hisamiová Mari Tanaková                 | 4:6, 6:1, [10:7]      |
| Vítězka    | 8. března 2014     | Preston       | tvrdý       | Marta Sirotkinová       | Timea Bacsinszká Kristina Barroisová          | 3:6, 6:1, [13:11]     |
| Finalistka | 8. února 2015      | Glasgow       | tvrdý (h)   | Conny Perrinová         | Corinna Dentoniová Claudia Giovineová         | 6:0, 1:6, [7:10]      |
| Vítězka    | 8. března 2015     | Antalya       | antuka      | Cornelia Listerová      | Kim Grajdeková Alexandra Nancarrowová         | 7:6(7:0), 7:5         |
| Finalistka | 8. června 2015     | Surbiton      | tráva       | Nicola Slaterová        | Ljudmyla Kičenoková Xenia Knollová            | 6:7(6:8), 3:6         |
| Finalistka | 27. července 2015  | Řím           | antuka      | Conny Perrinová         | Claudia Giovineová Despina Papamichaiovál     | 4:6, 6:7(2:7)         |
| Finalistka | 28. února 2016     | São Paulo     | antuka      | Conny Perrinová         | Catalina Pellová Daniela Seguelová            | 4:6, 1:6              |
| Finalistka | 18. února 2017     | Altenkirchen  | koberec (h) | Conny Perrinová         | Alexandra Cadanțuová Cornelia Listerová       | 2:6, 6:3, [9:11]      |
| Finalistka | 25. března 2017    | Pula          | antuka      | Conny Perrinová         | Olesja Pervušinová Dajana Jastremská          | 4:6, 4:6              |
| Vítězka    | 24. září 2017      | Albuquerque   | tvrdý       | Conny Perrinová         | Viktorija Golubicová Amra Sadikovićová        | 6:3, 6:3              |
| Finalistka | 21. října 2017     | Florence      | tvrdý       | Amra Sadikovicová       | Maria Sanchezová Taylor Townsendová           | 1:6, 2:6              |
| Finalistka | 11. února 2018     | Loughborough  | tvrdý (h)   | Conny Perrinová         | Michaëlla Krajiceková Bibiane Schoofsová      | 7:6(7:5), 1:6, [6:10] |
| Vítězka    | 3. března 2018     | São Paulo     | antuka      | Conny Perrinová         | Hsu Chieh-yu Marcela Zacaríasová              | 6:4, 3:6, [13:11]     |